# Seegänseblümchen
Die Seegänseblümchen (Xyloplax) sind eine erst 1986 nahe Neuseeland entdeckte Gattung der Stachelhäuter. Die Gattung wurde nach ihrer Entdeckung in eine eigene Klasse, den Concentricycloidea, gestellt, wird heute aber zu den Seesternen gerechnet.
Sie umfasst lediglich drei Arten, von denen Xyloplax turnerae im Atlantik (Karibik, nahe der Insel Andros), Xyloplax medusiformis im Pazifik vor Neuseeland und Xyloplax janetae im nordöstlichen Pazifik vorkommt.
Die bekannten Vertreter dieser Gruppe sind nur wenige Millimeter groß und leben offensichtlich in der Tiefsee in Tiefen bis zu 2000 Metern. X. medusiformis wurde in Bohrgängen von Bohrmuscheln in abgesunkenem Holz gefunden, X. turnerae siedelte sich auf abgesenkten Testplatten, ebenfalls aus Holz, an.
Die Tiere besitzen ein Kalkskelett aus sich überdeckenden Platten, Stacheln am Rand sowie einen Skelettring um das Mundfeld, welcher wahrscheinlich einen Rest des Ambulacralsystems der Stachelhäuter darstellt. Zwischen den Skelettplatten ragen die Füßchen heraus, die keine Saugscheiben besitzen. Nur X. turnerae hat einen Sackmagen, die Nahrung sind wahrscheinlich Bakterien, die einen Film auf dem Holz bilden.
Die Tiere sind getrenntgeschlechtlich und pflanzen sich wahrscheinlich mittels innerer Befruchtung fort. Die Larvalentwicklung zumindest der pazifischen Art findet im Ovar der Weibchen statt, die Tiere kommen also fertig entwickelt zur Welt (Viviparie).
Die systematische Einordnung der Concentricycloidea ist noch nicht vollständig geklärt, aktuell werden sie meist als Schwestergruppe der Seesterne (Asteroida) angesehen. Alternativ könnten sie nach aktueller Diskussion jedoch auch in die zu den Seesternen gehörenden Velatida eingeordnet werden.